# شهرداری آماتا
شهرداری آماتا (به لاتین: Amata Municipality) یک شهرداری در کشور لتونی است.

## خصوصیات
شهرداری آماتا ۶٬۳۶۹ نفر جمعیت دارد.